# Кафр-Ясиф
Кафр-Ясиф (ивр. כפר יאסיף‎ ,араб. كفر ياسيف‎) — местный совет в северном округе Израиля, северо-восточнее Акко. Его площадь составляет 3 194 дунамов.
Важная достопримечательность Кафр-Ясифа — Макам наби аль-Хизир — место, почитаемое друзами, которые совершают туда паломничество 25 января.

## История
На месте деревни существовало поселение в римский и византийский периоды (есть упоминания у Иосифа Флавия), а также во время крестоносцев; все они были разрушены. В конце XIX века население деревни составляло более 600 человек, из них около 100 — мусульмане, а остальные — православные христиане. Самой древней из четырёх церквей Кафр-Ясифа около 250 лет. До середины 1841 года в деревне существовала еврейская община, от которой остались синагога и кладбище, использовавшееся до начала XX века окрестными евреями, особенно из Акко.
В 1925 году деревня стала одной из первых, получивших статус местного совета; главой с 1933 по 1948 был Яни Кустанди Яни. В феврале 1939, во время арабского восстания, британская армия разрушила более 100 домов в деревне в отместку за нападение на английских солдат; позже выяснилось, что нападавшие — вовсе не жители деревни, и в качестве компенсации англичане заново отстроили деревню, вместе со школой и мэрией, которые используются до сих пор.
Во время израильской войны за независимость жители деревни не покинули свои дома, наоборот, она приняла многих беженцев из окрестных сёл. В 1951 местное самоуправление было восстановлено, и на выборах победил прежний мэр, который занимал эту должность до своей смерти в 1962 году. В 1972 Виолетта Хури стала первой женщиной, возглавившей арабский местный совет в Израиле.

## Население
По данным Центрального статистического бюро Израиля, население на начало 2020 года составляло 10 133 человека.
Ежегодный прирост населения — 1,1 %.
35,2 % учеников получают аттестат зрелости.
Средняя зарплата на 2007 год — 4 608 шекелей.
Кафр-Ясиф выделяется относительно высоким процентом людей, имеющих высшее образование (по сравнению с остальными арабскими деревнями).